# Ďumbierské sedlo
Ďumbierské sedlo je horské sedlo v Ďumbierské části Nízkých Tater v nadmořské výšce 1728 m.
Je to výrazná travnatá sníženina, kterou se od jihovýchodu připojuje k hlavnímu hřebeni pohoří masiv Králičky. V sedle stojí chata generála Milana Rastislava Štefánika, u níž je křižovatka turistických stezek. Východně od sedla pramení Štiavnica protékající stejnojmenným údolím.

## Turistické trasy
Sedlo je křižovatkou turistických stezek a je přístupné:
- Červeně značenou hřebenovkou Nízkých Tater (turistická magistrála Cesta hrdinů SNP) z východu od sedla Čertovica, resp. ze západu od Chopku
- Zeleně značenou trasou z horského střediska Trangoška (1100 m), přístup: bus, auto z Brezna, Podbrezové) přes Trangošskou dolinu
- Žlutě značenou trasou z Mýta pod Ďumbierom přes Mlynnou dolinu
- Žlutě značenou trasou z Vyšné Boce přes Starobocianskou dolinu a Bocianské sedlo
- Modře značeným traverzem od chaty Kosodrevina (horní stanice lanovky ze Srdiečka, Chopok Jih)
- Modře značenou trasou z Liptovského Jána podél potoka Štiavnica přes Jánskou dolinu a dolinu Štiavnica